# 光格子時計
光格子時計（ひかりこうしどけい、Optical Lattice Clock）とは、光格子を用いる原子時計である。従来の原子時計より正確な時計として開発が進められている。

## 原理
光格子時計において光格子の中に収めるのはストロンチウム原子であり、全ての原子で時間を同時に計測する。東京大学の香取秀俊は、2001年に光格子時計の理論を発表し、2014年に精度18桁の光格子時計を開発することに成功した。この精度はセシウム原子時計の1000倍にもなり、1秒狂うのに300億年以上かかる計算になる。このストロンチウム原子の遷移の固有周波数は429 228 004 229 872.99 Hzである。

## 利用
光格子時計を用いれば、人が歩く程度の速さや、わずか1 cmの高低差で生じる重力の違いによる時間の遅れを検出可能である。これにより、光格子時計は高度計や重力ポテンシャル計としての使用が可能となり、噴火や津波の予知に貢献できると考えられている。また、衛星測位システムに代わる新たな測地技術にも貢献すると考えられている。2022年には、情報通信研究機構が世界で初めて光格子時計を用いた標準時の生成に成功した。標準時システムに光格子時計を加えることで、協定世界時（UTC）との時刻同期精度が±20ナノ秒以内から±5ナノ秒以内に向上された、とされる。2030年までに予定されている1秒の定義の変更でも、光格子時計は有力な新定義の候補となっている。
2020年に東京スカイツリーの地上階と展望台（高さ450 m）にそれぞれ光格子時計を設置し、2点の時間の流れの差を観測する実験が行われ、0.000 000 000 005 %のずれが検出された。これは、一般相対性理論で示されている「重力源の近くでは時間の流れが遅くなる」ことの実証である。
2025年3月5日、島津製作所が製品としては世界初の光格子時計を1台5億円で発売開始。受注生産で納期は1年、国内外で3年間10台の受注を目指している。

## 評価
- 2022年: 本田賞[7][8][9]